# 평양희천고속도로
평양희천고속도로(平壤熙川高速道路)는 조선민주주의인민공화국 평양직할시 순안구역에서 평안남도를 거쳐 명목상 자강도 희천시를 연결하는 총 연장 138km의 고속도로이다. 구간에 따라 평양향산관광도로, 평양순안고속도로라고도 부르나, 하나의 노선으로 인식되고 있다.

## 개요
수도 평양과 경승지 묘향산을 약 1시간 반만에 연결하는 2차선의 관광용 고속도로이다. 북한 관광 투어의 정평으로 여겨지는 묘향산을 방문할 때에 이용되어 인쇄매체·인터넷으로 공개되고 있는 각 북한 여행기에서도 이 고속도로에 관해서 접할 수 있다. 북한의 자동차 보급 사정도 있어 고속도로를 통행하는 차량은 적다. 본래는 희천시까지 연결하는 고속도로이나, 고난의 행군 등 여러 경제난으로 인해 향산군 향산읍 남쪽까지 공사가 중단되었다.

## 통과 구간
- 평양직할시
  - 순안구역
- 평안남도
  - 평원군 - 숙천군 - 문덕군 - 안주시
- 평안북도
  - 박천군 - 녕변군 - 구장군
- 자강도
  - 희천시